# 1826 aux États-Unis
Pour des articles plus généraux, voir Chronologie des États-Unis et 1826.
Chronologie des États-Unis
- 1822
- 1823
- 1824
- 1825
- 1826
- 1827
- 1828
- 1829
- 1830

Cette page concerne des événements d'actualité qui se sont produits durant l'année 1826 du calendrier grégorien aux États-Unis.

## Gouvernement
- Président : John Quincy Adams (National-Républicain)
- Vice-président : John Caldwell Calhoun (Républicain-Démocrate)
- Secrétaire d'État : Henry Clay (National-Républicain)
- Chambre des représentants - Président :  John W. Taylor (Républicain-Démocrate)

## Événements
- 24 janvier : traité de Washington sur les terres des Creeks, qui cèdent une partie de leurs terres au gouvernement fédéral.
- 1er avril : Samuel Morey fait breveter le Moteur à combustion interne.
- 26 avril : traité d’amitié entre les États-Unis et le Danemark qui établit une série d’accords concernant le commerce et la navigation.
- 4 juillet : Thomas Jefferson et John Adams décèdent.
- Les 17 000 Cherokees restés en Géorgie, au Tennessee et en Alabama se sédentarisent et adoptent l’agriculture et l’élevage. Leur chef Sequoyah invente une langue écrite et le Conseil législatif des Cherokees vote l’acquisition d’une presse d’imprimerie. Le 21 février 1828 parait le premier exemplaire du Cherokee Phoenix, imprimé à la fois en anglais et en cherokee.

#### Articles généraux
- Histoire des États-Unis de 1776 à 1865
- Évolution territoriale des États-Unis